# Yves Urvoy de Portzamparc
Yves François Charles Anne Marie Urvoy de Portzamparc (Cholet, 23 giugno 1885 – Tolone, 13 febbraio 1965) è stato un ammiraglio francese, che durante la seconda guerra mondiale si distinse durante la fasi dell'evacuazione delle forze anglo-francesi da Dunkerque (Operazione Dynamo). Nell'ottobre 1942 assunse il comando del distretto marittimo di Lorient, ed entrato nel movimento di resistenza agli occupanti fornì preziose informazioni sulle operazioni dei sommergibili tedeschi.

## Biografia
Nacque a Cholet il 23 giugno 1885, figlio di Louis Stanislas Anne Marie Urvoy de Portzamparc, un ricco uomo d'affari, e di Joséphine Noémie Rousselot, entrò all' École navale nell'ottobre 1903 come Allievo ufficiale. Promosso sottotenente di vascello nel 1908 prese parte alle operazioni al largo delle coste del Marocco a bordo dell'incrociatore protetto Dupuy-de-Lôme e poi sul cacciatorpediniere Coutelas. Il 1 gennaio 1911 si imbarcò sulla nave da battaglia Saint-Louis, appartenente alla 2ª Squadra da battaglia, passando poi, come secondo il comando, a bordo del cacciatorpediniere Fourche. Nel 1913 si imbarcò sul guardiacoste corazzato Henry IV, appartenente alla Divisione navale della Tunisia, e poi, come ufficiale di manovra, sull'incrociatore corazzato Latouche-Treville con cui partecipò, durante la prima guerra mondiale, alle operazioni nei Dardanelli dove rimase ferito il 4 maggio 1915. Nel febbraio dell'anno successivo si imbarcò sulla nave da battaglia Jean Bart, e venne promosso tenente di vascello l'11 aprile 1916, passando a bordo dell'incrociatore corazzato Gueydon nel seguente mese di maggio. 
Nel luglio 1917 assunse il comando della torpediniera n.322 di stanza a Dunkerque, distinguendosi durante le operazioni lungo la costa del Belgio, in particolare nel corso della fasi dell'imbottigliamento del porto di Zeebrugge. Fu il primo ad entrare nel porto di Ostenda il 18 ottobre 1918, venendo decorato con la Croce di guerra, e il 19 novembre 1918 fu insignito del titolo di Cavaliere della Legion d'onore.
Il 20 giugno 1920 assunse il comando della cannoniera Batailleuse e la squadriglia dragamine di Rochefort, venendo promosso Capitano di corvetta il 25 agosto 1923,  quando si imbarcò a bordo della nave da battaglia Bretagne. Nel dicembre 1924 assunse il comando del cacciatorpediniere Commandant-Lucas, appartenente alla squadra del Mediterraneo passando, nel dicembre dell'anno successivo,  al comando della flottiglia dragamine di Cherbourg. Divenne capitano di fregata il 30 gennaio 1928, assumendo il comando del cacciatorpediniere Chacal il 10 maggio 1930. Il 18 settembre 1931 assunse la direzione del 1er et 4e Bureau (Personale) dello Stato maggiore della 3ª Regione marittima di Tolone.
Nel 1933 divenne vicecomandante della corazzata Lorraine, nominato Vice Capo di stato maggiore nel 1934, e poi Capo di stato maggiore della base navale di Biserta nel 1936.  Promosso capitano di vascello nel gennaio 1937, assunse il comando della nave da battaglia Provence assegnata alla Squadra dell'Atlantico.
Comandante della torpediniera Cyclone dal 17 giugno 1939, si distinse nelle operazioni antisommergibile a Dunkerque nelle fasi iniziali della seconda guerra mondiale.  Prese parte alle operazioni di evacuazione delle forze anglo-francesi (Operazione Dynamo), imbarcando sulla sua nave 733 soldati il 29 maggio 1940. Prese poi parte all'evacuazione della bassa Senna come ufficiale delegato dall'ammiragliato a Rouen. 
Promosso contrammiraglio il 20 luglio 1940, il 27 ottobre successivo, a bordo dell'incrociatore da battaglia Strasbourg ancorato nella rada di Tolone, viene insignito dal Ministro della Marina e delle Colonie, ammiraglio François Darlan, del grado di Commendatore della Legion d'onore. Nel marzo 1941 fu inviato a Tolone dove assunse la direzione della divisione di polizia metropolitana. Messo a riposo il 23 giugno 1942, fu richiamato in servizio il 23 ottobre dello stesso anno per assumere il comando del distretto navale di Lorient, entrando a far parte della movimento di resistenza agli occupanti tedeschi. Lasciò definitivamente il servizio attivo nell'ottobre 1943. Si spense a Tolone il 13 febbraio 1965.

### Periodici
- Étienne Taillemite, L'Amiral de Portzamparc, in Cols Bleus, n. 1854, Paris, Service d’information et de relations publiques de la Marine (SIRPA Marine), 22 juin 1985,  pp. 10-13.